# Confino di polizia
El confino di polizia (confinament de la policia) o confino (confinament) va ser una mesura preventiva prevista pel sistema jurídic italià durant el Regne d'Itàlia.
Les autoritats de seguretat pública podien imposar a partir d'una denúncia d’un particular o d’ofici (fins i tot sense necessitat d'un judici regular) una condemna per un delicte previst al codi penal italià. Va ser abolida després del naixement de la República italiana per ser inconstitucional.

## Història
Una llei semblant va ser introduïda per la Llei Pica el 1863 amb el nom de «domicilio coatto» (domicili forçat), i es va adoptar posteriorment en la Llei Lanza de 1865 i en el text consolidat de «Seguretat pública, n. 153» del 30 de juny de 1889, unit-se totes al Text únic de les lleis de seguretat pública, núm 1818 del 6 de novembre de 1926. La nova llei va canviar profundament la institució del «domicili forçat» absorbint-la en la nova situació del «confinament de la policia».
El text únic de 1931 es va convertir en la principal font normativa que regulava les maneres d’enviar algú a la presó. Aquest text preveia que es pogués proposar per al confinament tots aquells que fossin perillosos per a la «seguretat pública o l'ordre nacional».
Després del naixement de la República italiana va ser declarada inconstitucional per la jurisprudència del Tribunal Constitucional; una mesura similar (el soggiorno obbligato ; «residència obligatòria») es va introduir el 1965.

## Característiques generals
L’objectiu declarat del confinament era precisament evitar l'empresonament de reus considerats «predisposats» o «sospitosos» a realitzar un delicte però que encara no havien realitzat actes punibles amb la presó. En particular, la intenció era atacar el delicte d'associació amb aquesta mesura, com la típica dels delinqüents mafiosos.
Tanmateix, el confinament era, de fet, també un instrument de control social, de castigar a qualsevol persona que tingués comportaments considerats «impropis» o «immorals» però no punibles per lleis, per exemple els homosexuals, després que Itàlia hagués derogat la lleis que convertien els actes homosexuals en un delicte, o prostitutes o, després de la guerra, els transsexuals. És a dir, també es va fer un ús punitiu cap a conductes que les lleis no consideraven punibles.
Durant el període del feixisme, es va afegir l’anomenat confino politico (confinament polític) a aquest tipus de confinament, anomenat confino comune (confinament comú), imposat per motius polítics (és a dir, evitar la propaganda hostil al règim per part de persones que no havien comès delictes contra l'ordre públic) i no per la prevenció de delictes comuns.

## Procediment
Qualsevol ciutadà italià podia presentar una denúncia en una Questura senyalant una persona que el denunciant considerés «perillosa» o «potencialment perillosa» per a la seguretat pública. El Questor remetia la denúncia al Prefecte, que remitia tot a una Comissió Provincial especial presidida per aquest, que interrogava el denunciant i el convidava a «presentar disculpes en un termini raonable», per tal de poder avaluar els seus càrrecs. Arribats a aquest punt, el denunciant podia ser enviat al confinament a través d'una ordenança o, si la Comissió hagués decidit no confinar-lo, podia ser advertit o amonestat per la mateixa Comissió o directament pel Questor qui va remetre el cas.
En cas que es decidís la sentència de confinament, la Comissió enviava el seu expedient al Ministeri de l'Interior amb la sol·licitud d'enviar-li a «un municipi del Regne que no fos la residència habitual o a una colònia de confinament». Després de la decisió de la Comissió, la competéncia de dictar la sentència era dels jutjats ordinaris.

## Ús i aplicació

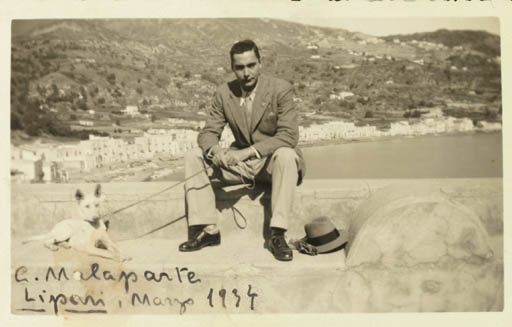
Curzio Malaparte, va ser confinat a Lipari el 1934, amb un dels seus gossos, el llebrer italià Febo

Durant el feixisme, el «confinament de la policia» es presentava bàsicament com una mesura preventiva i no punitiva per a una infracció, que es podia utilitzar com a eina per mantenir l'ordre públic. Era més greu que l'ammonizione («advertència», que comportava només l’obligació de presentar-se, fins i tot diàriament, a de les autoritats de seguretat pública, però no l’allunyament de la pròpia ciutat), però menys greu que una condemna a la presó, ja que permetia al condemnat mantenir la llibertat personal, tot i que dins d’uns límits d’espai preestablerts i amb algunes limitacions.
Tanmateix, en la història de la Itàlia feixista, es va utilitzar amb finalitats polítiques i es va convertir en sinònim de proscriure la societat civil i empresonar de facto en llocs remots de la nació, on hi havia poques vies de comunicació. Tant els antifeixistes com els feixistes dissidents van acabar confinats, aïllats forçadament en petites porcions de terra al mig del mar (Pantel·leria, Ustica, Ventotene, Tremiti, per anomenar les illes més utilitzades) o en regions del sud d’Itàlia (per exemple, Roccanova, Eboli, Savelli) o del nord d'Itàlia (per exemple, Aprica) per separar-los físicament, moralment i socialment de qualsevol contacte amb la resta del país. El confinament tenia una durada màxima de 5 anys, que podia ser renovable. També es va aplicar, després de l’aprovació de les lleis racials feixistes de 1938, a homosexuals, acusats d' «atac a la dignitat de la raça». Els confinats eren traslladats en llocs com a presoners i se'ls equiparava amb els delinqüents, però eren lliures de desplaçar-se a l’illa on es trobaven.
La majoria dels opositors polítics van ser aïllats de la vida social, privats del seu lloc de treball, apartats de la família que sovint es trobaven vivint en condicions difícils. Després de l'entrada d’Itàlia a la guerra, el sistema de confinament polític es va estendre a molts llocs de l’interior, on la pobra politització dels habitants i les dificultats de connexió amb els centres més importants van fer que aquests llocs fossin similars a les illes de confinament. El tracte dels presos polítics va ser similar al de nombrosos interns, com jueus estrangers i ciutadans d'estats bel·ligerants contra el Regne d’Itàlia.

## Colònies de confinament italianes sota el règim feixista
Al territori italià, durant diferents períodes, entre 1926 i 1943, van funcionar unes 262 colònies de confinament, situades majoritàriament al sud d’Itàlia.
El nombre de persones calculades a la taula no vol ser una estimació de les persones que en total van passar per les diverses colònies, sinó una mitjana de les persones que van estar presents constantment a les colònies.
| Número | Nom del camp                                       | Província          | Tipologia dels confinats | Confinats (estimats) | Director                                                                                         | Funcionament |
| ------ | -------------------------------------------------- | ------------------ | --- | -------------------- | ------------------------------------------------------------------------------------------------ | --- |
| 1      | Lipari                                             | Messina, Sicília   | Civils italians i estrangers confinats (especialment iugoslaus); Curzio Malaparte també va ser confinat allà durant uns mesos, el 1934. | 383                  | Director de la comissió de seguretat pública Giuseppe Geraci                                     | 1926 - 14 de juliol de 1943 |
| 2      | Lampedusa                                          | Agrigento, Sicília | Opositors polítics. |                      |                                                                                                  | 1940 - 1943 |
| 3      | Pantelleria                                        | Trapani, Sicília   | Opositors polítics. |                      |                                                                                                  | 1940 - 1943 |
| 4      | Favignana                                          | Trapani, Sicília   | Opositors polítics. |                      |                                                                                                  | 1940 - 1943 |
| 5      | Ustica                                             | Palerm, Sicília    | Homosexuals, i civils italians i iugoslaus. Aquí hi havia persones famoses, com Ferruccio Parri, Carlo Rosselli, Nello Rosselli, Randolfo Pacciardi, Amadeo Bordiga i Antonio Gramsci. | 2065                 | Comissari Foresta                                                                                | juny de 1940 - 21 de juny de 1943 |
| 6      | Tremiti                                            | Foggia, Pulla      | Jueus, «italians perillosos» (opositors polítics, però també condemnats per crims comuns, eslaus «al·logènics», i individus sospitosos d'espionatge i «activitat antinacional»), i homosexuals. | 1300                 | Coviello                                                                                         | 1926 - estiu del 1943 |
| 7      | Pisticci                                           | Matera, Basilicata | Civils condemnats pel Tribunal Especial i sotmesos a internament, «italians perillosos» (opositors polítics, però també condemnats per crims comuns, eslaus «al·logènics», i individus sospitosos d'espionatge i «activitat antinacional»), polonesos, oficials grecs i eslaus.                           | 997                  | Eugenio Parrini (alguns interns el van definir un fanàtic partidari del Duce i fervent pro-nazi) | 1940 - 13 de setembre de 1943 |
| 8      | Ventotene també anomenada «ciutadella confinadora» | Latina, Laci       | Opositors polítics italians i estrangers, «italians perillosos» (opositors polítics, però també condemnats per delictes comuns i individus sospitosos d'espionatge i «activitat antinacional»), inclòs Sandro Pertini.                                                                                    | 879                  | Marcello Guida                                                                                   | 1940 - 7 d'agost de 1943; un telegrama signat per Sandro Pertini, Francesco Fancello, Altiero Spinelli, Pietro Secchia, Mauro Scoccimarro, Ante Balic i Anton Fiauciović va ser enviat al nou cap de govern. En aquest telegrama, els deportats de Ventotene van reclamar, en virtut de la supressió del règim feixista, l’alliberament immediat dels presos. El campament fou buidat completament a finals d'agost de 1943. |
| 9      | Ponça                                              | Latina, Laci       | Camp mixt («acollia» tant homes com dones), «comunistes nacionalistes» montenegrins, «intel·lectuals indesitjables» grecs, albanesos, grecs. També va acollir persones famoses, entre les quals hi havia Giorgio Amendola, Lelio Basso, Pietro Nenni, Giuseppe Romita, Umberto Terracini i Tito Zaniboni. | 708                  | Comissari Attilio Bandini, Sebastiano Vassallo (pertanyent a l'OVRA)                             | 1939 - 28 d'agost de 1943 |

## Mesures similars a la Itàlia republicana
A la Itàlia republicana es va abolir la institució de confinament, ja que es va declarar il·legítima com a resultat del control de la legitimitat constitucional, ja que contrastava amb el principi d’inviolabilitat de la llibertat personal segons l’art. 13 de la Constitució de la República, mentre que es va introduir la de «residència obligatòria» sense propòsits polítics i destinada fonamentalment a la lluita del crim organitzat.